# Volcano House
Pour les articles homonymes, voir Volcano.
Le Volcano House est un hôtel des États-Unis situé à Hawaï, au sommet du Kīlauea. Plusieurs bâtiments se sont succédé depuis le premier construit en 1846, le bâtiment actuel datant de 1941. Seul hôtel du parc national des volcans d'Hawaï, il s'élève sur le rebord oriental de la caldeira du Kīlauea, ce qui lui procure un panorama sur le Halemaʻumaʻu et un accès aisé aux autres attractions du parc national.

## Géographie
test

Carte topographique de la caldeira du Kīlauea avec le Volcano House sur son rebord Nord-Est.

Le Volcano House est situé aux États-Unis, dans le Sud-Est de l'archipel, de l'île et de l'État d'Hawaï, dans le district de Kaʻū du comté d'Hawaï. Il se trouve au sommet du Kīlauea, à proximité immédiate des bâtiments principaux du parc national des volcans d'Hawaï, sur le Waldron Ledge, le rebord oriental de sa caldeira sommitale, à 1 199 mètres d'altitude. Il est desservi par la Crater Rim Road et le Crater Rim Trail, la route et le sentier de randonnée faisant le tour de la caldeira. Les bâtiments principaux de l'hôtel se trouvent entre cette route et le rebord de la caldeira, ce qui lui confère un point de vue sur le Halemaʻumaʻu, tandis que le bâtiment de 1877 qui accueille le Volcano Art Center se trouve de l'autre côté de la route.
Après une restauration de l'hôtel terminée en 2013, l'hôtel compte 34 chambres, un restaurant, un lounge, un bar et deux boutiques. L'hôtel gère aussi deux campings, celui de Kulanaokuaiki situé au sud de la caldeira et celui de Nāmakanipaio situé plus à l'ouest et qui comporte en outre dix petits chalets locatifs,. Il est le seul hôtel situé à l'intérieur des limites du parc national.

## Histoire

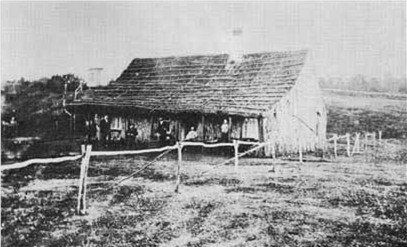
Vue du Volcano House en 1866, la première construction en dur de l'hôtel.

À partir de 1823, les Européens commencent à se rendre au sommet du Kīlauea,. Pour cela, ils doivent voyager accompagnés de porteurs hawaïens pendant deux jours depuis Hilo,. Au sommet du volcan, ils disposent de huttes traditionnelles en branches, fougères et herbe pour se reposer et passer la nuit,. L'inconfort de ces abris et l'afflux croissant de visiteurs décide Benjamin Pitman, un habitant de Hilo, à édifier une construction plus pérenne au nord-est de la caldeira,. Cet emplacement est choisi en raison de la stabilité de cette section du rebord de la caldeira, de la vapeur qui s'échappe des nombreuses fissures en procurant ainsi du chauffage naturel, des vents dominants repoussant les gaz volcaniques et apportant des pluies abondantes fournissant de l'eau potable en quantité ainsi que de l'accès aisé au fond de la caldeira par une succession de terrasses naturelles. Il est appelé Volcano House dès sont ouverture en 1846,,, ce qui fait de lui le plus ancien hôtel d'Hawaï avec une activité continue,. Il ne diffère cependant pas beaucoup des huttes traditionnelles puisqu'il est construit avec les mêmes matériaux,,. Le bâtiment comportant une unique pièce où s'entassent ceux qui y passent la nuit n'offre ainsi pas un grand confort, ce qui explique qu'il ne dispose pas d'un résident permanent pouvant accueillir les touristes qui trouvent alors souvent porte close.

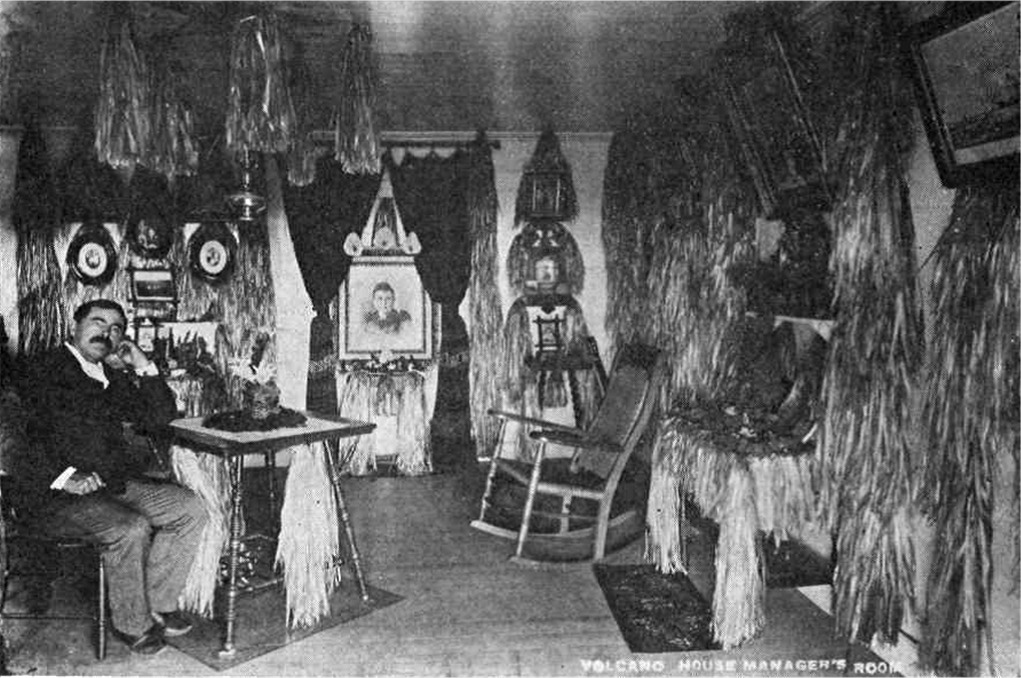
Demosthenes Lycurgus vers 1908 dans l'hôtel.

Le projet d'un véritable hôtel en dur pouvant accueillir plus de monde se concrétise en 1866,,. Le nouveau bâtiment au toit de chaume est composé de quatre chambres, d'un salon et d'une salle à manger. Il accueille de nombreuses personnes dont l'écrivain Mark Twain qui relate sa visite du volcan en 1866 dans son récit de voyage À la dure paru en 1872,. Cette deuxième construction est détruite pour être remplacée par une autre plus imposante en 1877 sous l'impulsion de George W. C. Jones, l'un des six associés à l'origine du bâtiment de 1866, qui rachète toutes les parts du Volcano House en 1876,. Les matériaux sont apportés depuis la côte orientale par des chevaux et des chariots métalliques tandis que le bois de construction provient d'une scierie voisine se fournissant en arbres dans la forêt tropicale. Le nouvel hôtel, plus spacieux, se compose d'un bâtiment allongé comptant 35 couchages répartis dans 6 chambres, un salon et une salle à manger et situé de l'autre côté de la Crater Rim Road ; cet édifice existe toujours dans un aspect proche de celui de sa construction et il accueille le Volcano Art Center, une galerie d'art. Il change plusieurs fois de propriétaires les années suivantes avant de revenir en 1891 dans les mains de la Volcano House Company nouvellement créée par les défenseurs d'un parc national menés par Lorrin Thurston,. Dans la foulée, l'hôtel est agrandi et le bâtiment d'origine remanié : il compte désormais 50 couchages répartis dans 18 chambres, une pièce d'observation de la caldeira est construite en hauteur et un boudoir, un bureau, une salle à manger, un billard sont aménagés,. Les matériaux de construction sont cette fois-ci apportés via la nouvelle route venant de Pahala, au sud-ouest du sommet. Le deuxième bâtiment de 1877 est par ailleurs conservé, renommé en Hale Hoomaha pour éviter la confusion avec le nouveau bâtiment et il sert de logement pour les employés. Un nouveau changement de propriétaire en 1904 permet à un oncle et son neveu, George et Demosthenes Lycurgus, de récupérer l'hôtel qu'ils gèreront jusqu'en 1919 et de 1932 à 1969,. En 1921, l'hôtel subit d'importantes modifications : le bâtiment de 1877 est déplacé à l'arrière du bâtiment principal afin de permettre la construction de deux ailes plus spacieuses. Des cottages sont aussi construits à proximité, portant la capacité de l'hôtel à cent lits. Pendant toute cette première moitié du XXe siècle, l'activité et la fréquentation de l'hôtel dépendent fortement de l'activité volcanique dans la caldeira : l'hôtel, totalement vide en période d'accalmie, se remplit brusquement avec les éruptions. Cette dépendance qui se répercute sur les finances de l'établissement pousse même George Lycurgus à faire des offrandes à Pélé en compagnie d'Hawaïens pour que le volcan se réveille : quelques heures plus tard après la cérémonie, une éruption se déclenche le 6 septembre 1934. Ce sera la dernière éruption avant celle de 1952, une accalmie relativement exceptionnelle pour ce volcan très actif.

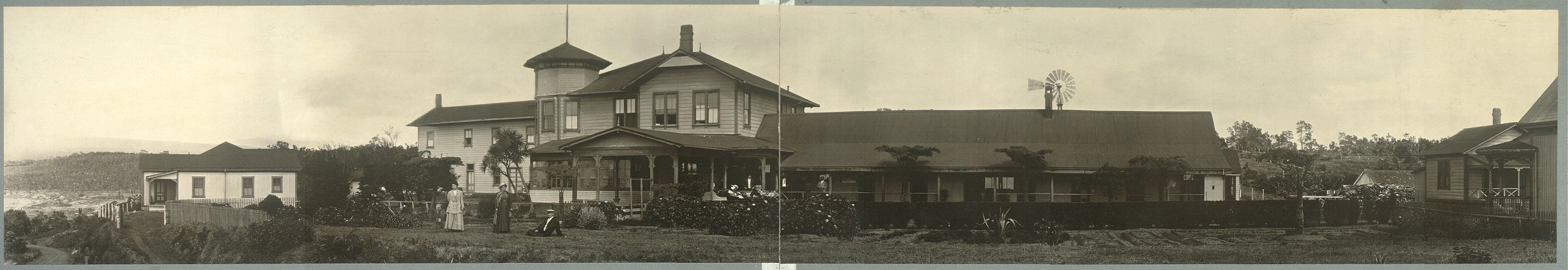
Vue générale du Volcano House vers 1912 : le bâtiment de 1877 (à droite) constitue une aile de l'hôtel avec son agrandissement principal en 1891 (au centre) et la pièce d'observation en forme de tour.

Un incendie accidentel en 1940 détruit le bâtiment principal de l'hôtel, épargnant ainsi la construction de 1877 située à l'écart et qui retrouve ainsi sa fonction hôtelière de manière temporaire,. Lors de la reconstruction de l'hôtel terminée en 1941, ses propriétaires en profitent pour rapprocher les bâtiments du rebord de la caldeira en traversant la route,. Plus grand et plus luxueux, sa capacité est de 85 couchages répartis dans 24 chambres auxquelles sont rajoutées huit autres lors d'un agrandissement en 1958,. C'est ce bâtiment dans le style rustique du National Park Service qui est encore utilisé aujourd'hui. Les employés qui avaient repris leur place dans le bâtiment de 1877 déménagent dans l'ancien quartier général du parc national en 1972. Le bâtiment de 1877 peut alors être classé au Registre national des lieux historiques le 24 juillet 1974, permettant ainsi sa protection et sa restauration. Le Volcano Art Center, un regroupement d'artistes hawaïens, est fondé et s'installe alors dans ce bâtiment classé pour en faire une galerie d'art. De 2010 à fin 2012, l'hôtel est fermé pour cause de travaux visant à le mettre aux normes sismiques et incendie ainsi qu'à le rénover pour le rendre plus attrayant et faire ressortir le patrimoine historique,.